# Festival de Cinema Budista de Catalunya
El Festival de Cinema Budista de Catalunya (Festival de Cine Budista de Cataluña), conocido por sus siglas FCBC, es una muestra no competitiva de cine que se celebra en Barcelona, y cuya primera edición fue en 2022. Tiene la finalidad de acercar a todos los públicos el budismo y sus valores y principios esenciales como «la no violencia, la interdependencia entre todos los seres vivos y el respeto por el medio ambiente».

## Organización
El festival es una iniciativa conjunta de la Coordinadora Catalana d’Entitats Budistes (CCEB) y la Fundación Dharma-Gaia (FDG). Está organizado por la Coordinadora Catalana d’Entitats Budistes (CCEB) y cuenta con la Fundación Dharma-Gaia (FDG) como su promotor y patrocinador oficial. El FCBC cuenta también con la colaboración de Buddhist Film Foundation (BFF), productora del Festival Internacional de Cine Budista (IBFF) que se celebra en varias ciudades del mundo desde 2003. El festival recibe el apoyo del Ayuntamiento de Barcelona y la Generalitat de Cataluña.

## Historia
La primera edición del FCBC tuvo lugar del 19 al 23 de octubre de 2022, en los Cines Verdi Park de Barcelona. El evento ofreció una selección de ocho películas y documentales de diversas procedencias y que abordaron una amplia variedad de temas como la crisis climática, la justicia social, la educación y la igualdad de género.

### Primera edición del Festival (FCBC 2022)
Se presentaron ocho películas de ficción o documentales:
- Greetings from Fukushima (Saludos desde Fukushima) de la directora alemana Doris Dörrie, inauguró el certamen, al que asistió como invitada de honor.

- The Geshema Is Born (Ha nacido la Geshema), de la directora india Malati Rao.
- Lopon, del director mexicano Everardo González.
- Lunana: A Yak in the Classroom (Lunana: Un Yak en la Clase), del director butanés Pawo Choyning Dorji, nominada al premio “mejor película internacional” en la edición de los Oscar 2022.
- Looking for a Lady with Fangs and Moustache (Buscando a una Señora con Colmillos y Bigote), dirigida por el  maestro budista Khyentse Norbu.

- Happy Teachers Will Change the World (Los Educadores Felices Cambiarán el Mundo), del director holandés Wouter Verhoeven
- Descending the Mountain (Descendiendo la Montaña), de la directora holandesa Maartje Nevejan.

- Dear Earth” (Querida Tierra), de Wouter Verhoeven.